# املا
املا فرایند زبان‌شناسانهٔ درست‌نویسی با حروف و اِعرابِ لازم به‌نحو قابل درک با حدی از استانداردسازی است.